# Verzorgingsplaats Bloemheuvel

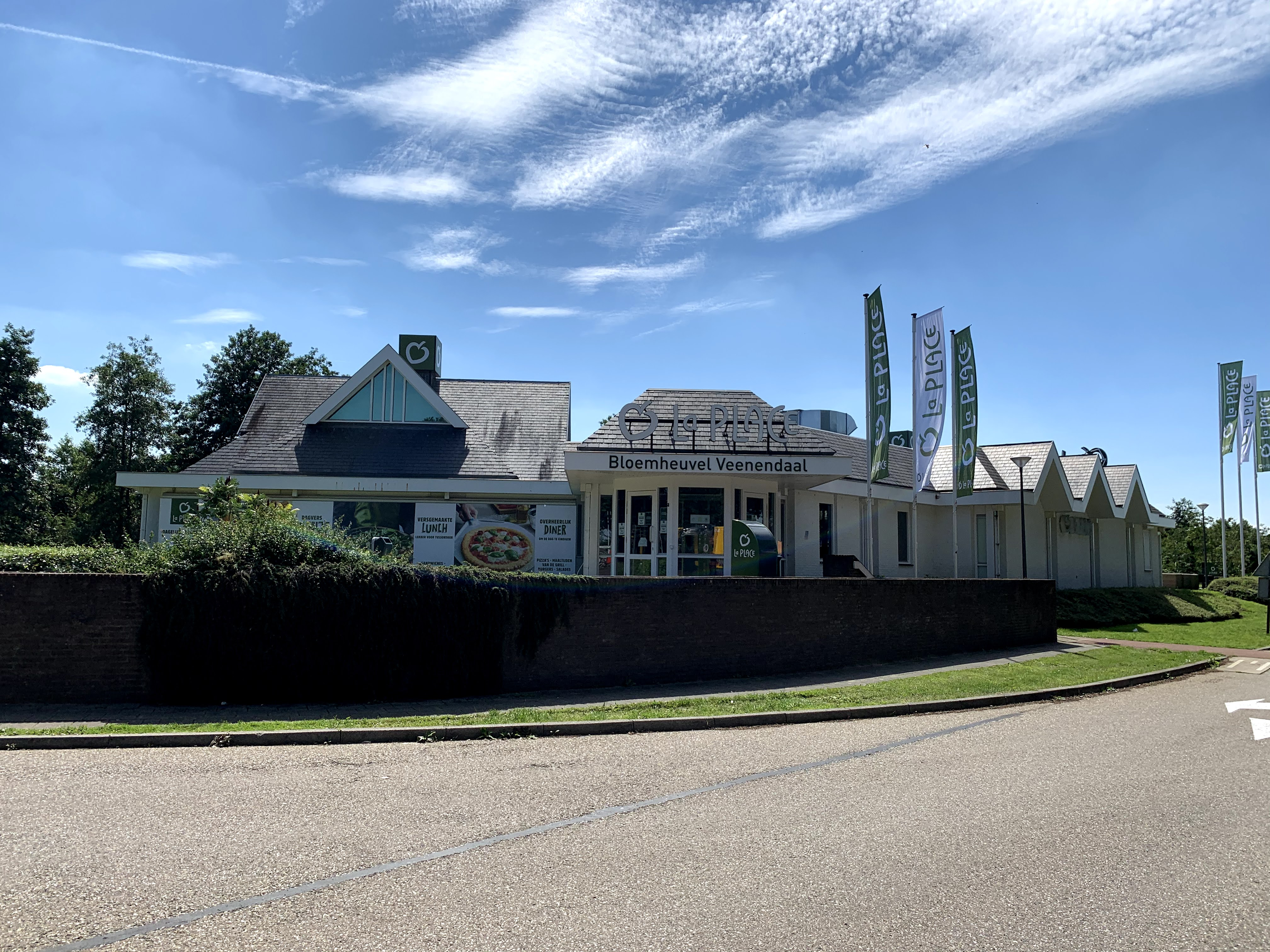
Het AC Restaurant in 2020

Verzorgingsplaats Bloemheuvel is een Nederlandse verzorgingsplaats, gelegen aan de A12 Den Haag-Beek tussen afritten 22 en 23 nabij Veenendaal, op de grens van de gemeente Woudenberg en Utrechtse Heuvelrug. Wegens de aanwezigheid van een wegrestaurant en een conferentieplaats op de Bloemheuvel is de tegenovergelegen gelegen verzorgingsplaats Oudenhorst bereikbaar via een loopbrug. 

## Wegrestaurant
Op deze verzorgingsplaats werd een restaurant opgericht door de Kleine Bloemheuvel BV, waar toen ook Motel Maarsbergen onder viel. Later is door teleurstellende bedrijfsresultaten het wegrestaurant aan de AC Groep verkocht, en ging het restaurant AC Veenendaal heten. In 2017 is AC Restaurants verkocht aan La Place en in hetzelfde jaar is het AC Restaurant op deze locatie omgebouwd tot La Place. Dit restaurant werd in 2020 alweer gesloten.
Richting Beek:
De Andel · 
Bijleveld · 
De Forten · 
Bloemheuvel · 
De Buunderkamp · 
Oudbroeken · 
Bergh
Richting Den Haag:
Bergh · 
Aalburgen · 
De Schaars · 
't Ginkelse Zand · 
Oudenhorst · 
Hellevliet · 
Bodegraven · 
Knorrestein